# Parque Natural da Ria Formosa

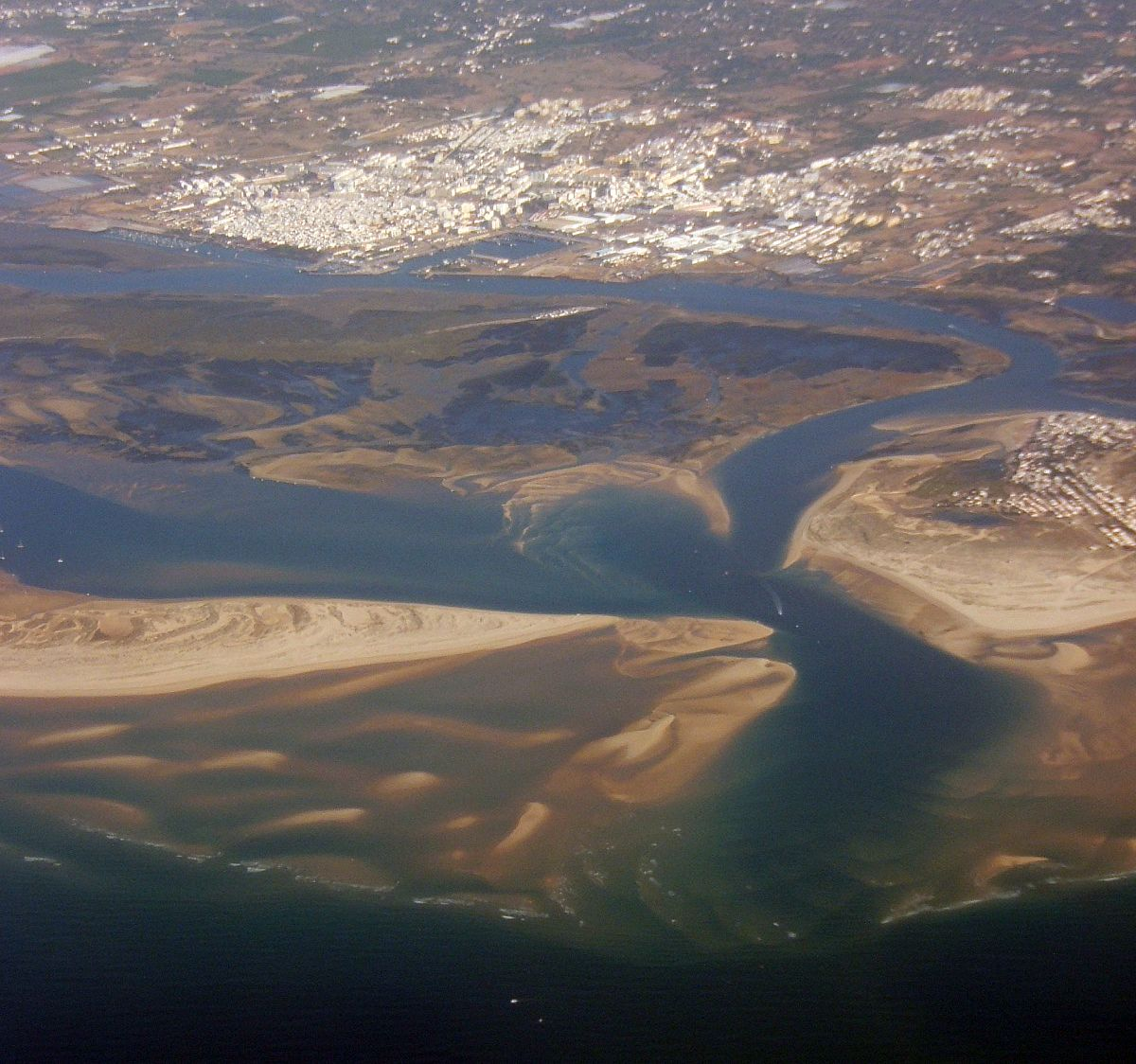
Ria Formosa mit Olhão im Hintergrund

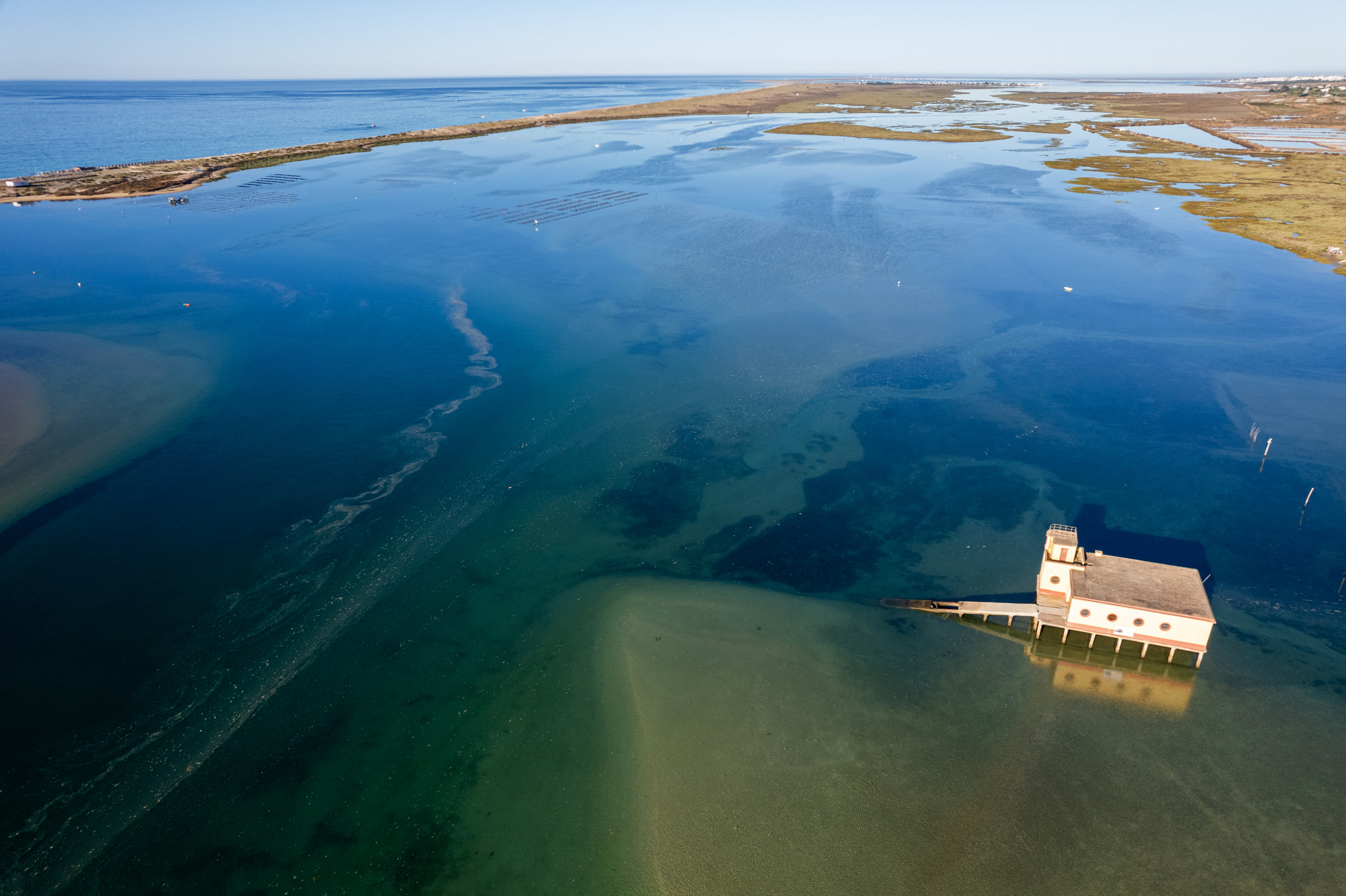
Luftbild

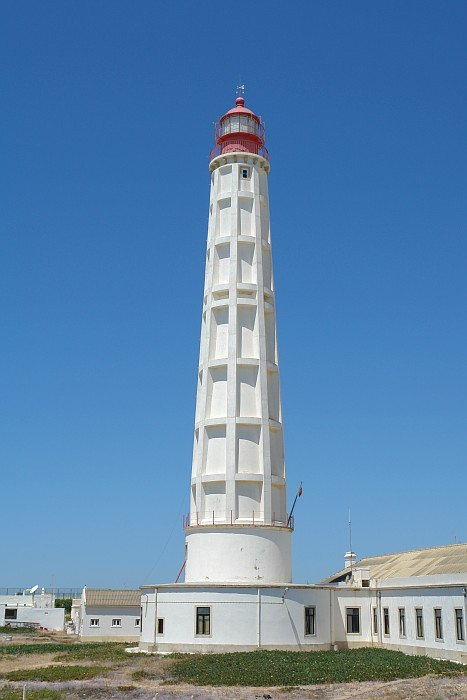
Leuchtturm auf der Ilha do Farol, südöstlich von Faro

Der Parque Natural da Ria Formosa ist ein Naturpark um eine Lagune an der südportugiesischen Algarve. Die Lagune ist mit einer geschützten Fläche von 170 km² eines der größten lagunaren Schutzgebiete Europas. Die eigentliche Lagune umfasst 83,5 km².

## Geographie
Die Lagune ist über fünf natürliche und einen 1927 bis 1952 geschaffenen künstlichen sechsten Ausgang mit dem Atlantik verbunden, letzterer dient als Verbindungsweg vom Atlantik zum Hafen von Faro am Nordrand der Lagune. Zwei weitere Städtchen liegen am Rand der Lagune, nämlich Tavira (rund 28.000 Einwohner) am Ostrand der Lagune und Olhão (mehr als 14.000 Einwohner) zwischen Faro und Tavira. Der Park erstreckt sich zwischen Quinta do Lago im Westen, das 20 km westlich von Faro liegt, bis nach Manta Rota, östlich von Tavira gelegen.
Von der Pontonbrücke bei Luz de Tavira führt die 1 km lange Comboio da Praia do Barril zur Praia do Barril.

## Naturgeschichte
Die Lagunenlandschaft in der jetzigen Form ist durch das Erd- und Seebeben von 1755 entstanden. Die der Lagune vorgelagerte Inselkette besteht aus der Ilha de Faro (korrekter: Peninsula de Ançao), Ilha Deserta (auch Ilha da Barreta genannt), Ilha da Culatra, Ilha da Armona, Ilha de Tavira, Ilha de Cabanas und Peninsula de Cacela.
1978 waren von den 83,5 km² Gesamtfläche der Lagune 48 km² Salzmarschen, Sanddünen und Watt, 35,5 km² Kanäle, Bäche oder sonstige Wasserflächen, 0,9 km² Salinen und 0,2 km² Tanks von Aquakulturen.
1975 wurden erstmals Watvögel gezählt, wobei bei 12.775 Vögeln 20 Arten registriert wurden. 1976 und 1977 lagen diese Zahlen bei 20.068 und 21.383. Für sie sind die Salinen von großer Bedeutung, wie 1984 und 1985 nachgewiesen werden konnte. Jeweils etwa ein Viertel bis ein Drittel der Watvögel hielt sich im Bereich der Salinen auf, wobei es je nach Art starke Abweichungen gab, bis hin zu Arten, die die Salinen mieden, wie die Pfuhlschnepfe (Limosa lapponica).
Das 60 km lange Gebiet wurde 1987 unter Schutz gestellt, um einerseits den Fischfang weiterhin zu ermöglichen, andererseits den Rastplatz für Zugvögel zu erhalten, aber auch einen natürlichen Schutzwall gegen den Atlantik. 1980 bis 1986 und 2001 bis 2002 wurden Untersuchungen der Fischbestände angestellt, bei denen jeweils 57 Arten registriert wurden. Dabei stellte sich jedoch heraus, dass die Meeräschen stark zurückgegangen waren. Daraus wurde gefolgert, dass die Menge des organischen Materials in der Lagune, weniger an den Abflüssen, stark von menschlichen Eingriffen abhängt.
Im Westen der Lagune wurden Untersuchungen angestellt, wie schnell die Volumina der Salzmarschen angesichts des steigenden Meeresspiegels anwachsen, da die Marschen vertikal anwachsen. Ihr Gesamtvolumen wurde auf 1.549.215 m³ geschätzt. Im Durchschnitt rechnet man seither mit vertikalen Ablagerungsraten von 0,4 mm pro Jahr zwischen 1681 v. Chr. und dem Jahr 2001. Zwischen 1941 und 2000 stieg diese Rate allerdings auf 8 bis 9 mm pro Jahr.

## Sal de Tavira

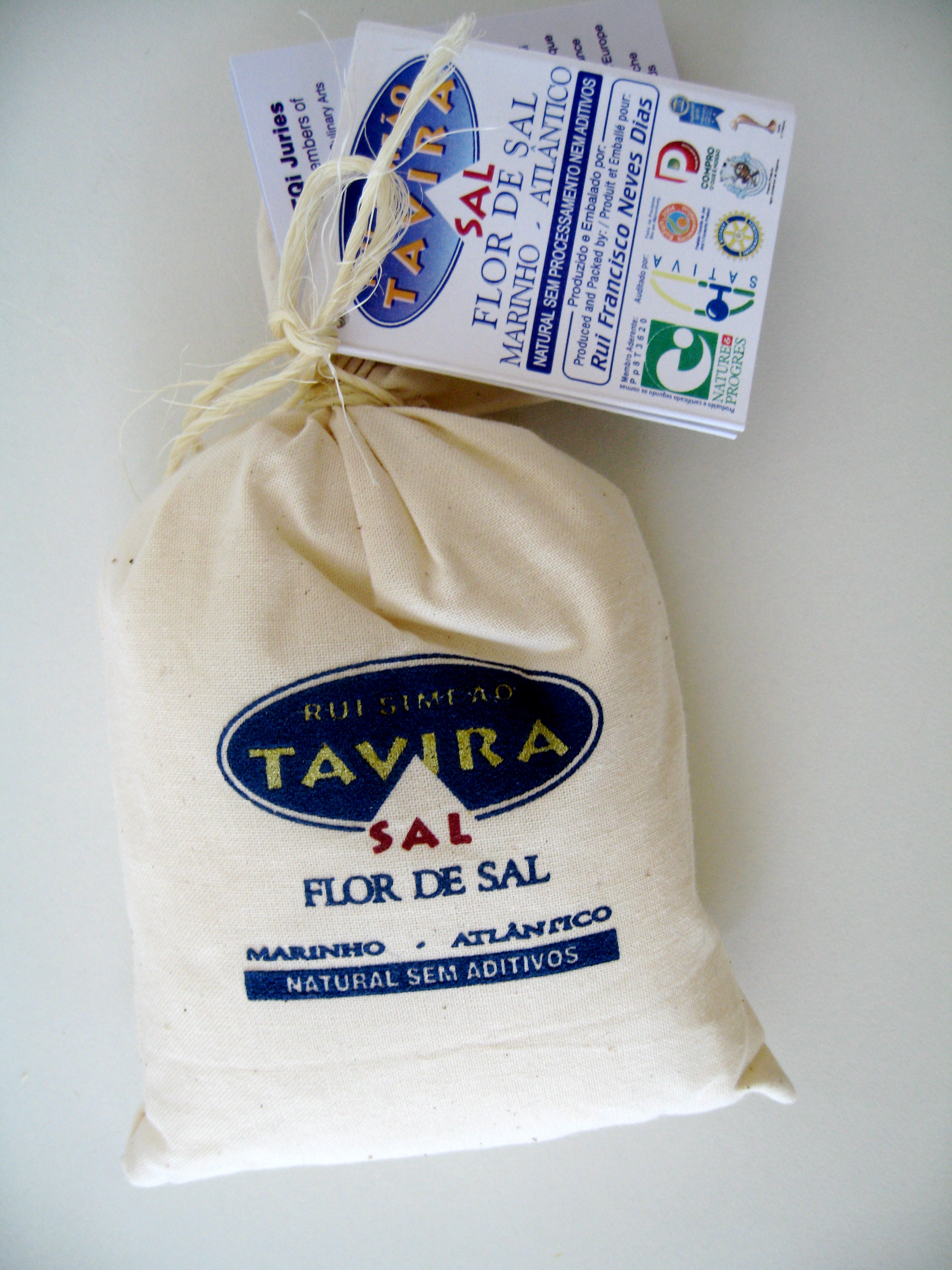
Flor de Sal de Tavira

In den im Nationalpark gelegenen, zum Kreis Tavira gehörenden Gemeinden Santa Luzia, Santiago und Santa Maria befinden sich Salinen zur Gewinnung von Meersalz. 
In den Salinen durchläuft das Meerwasser ein System von Verdunstungsteichen, sodass zunächst die Salzblume (Flor de Sal) und später bei abgeschlossener Kristallisation das Salz geerntet werden kann. Das Salz wird nicht raffiniert, nicht gewaschen und erhält keine Zusatzstoffe. 
Es wird unter den seit 2013 geschützten Ursprungsbezeichnungen „Sal de Tavira“ und „Flor de Sal de Tavira“ in den Handel gebracht. 
Alle Produktionsschritte müssen im Herkunftsgebiet erfolgen.